# Райт-Филлипс, Шон
Шон Райт-Фи́ллипс (англ. Shaun Cameron Wright-Phillips; родился 25 октября 1981 года в Гринвиче, Лондон) — английский футболист, полузащитник. Участник чемпионата мира 2010 в составе сборной Англии.  Отличался высокой скоростью и хорошими умениями дриблинга на фланге (преимущественно на правом).

## Семья
Родился в Гринвиче, Лондон. Является приёмным сыном известного игрока «Арсенала» Иана Райта, который женился на его матери после рождения Шона. Позже в этом браке родился Брэдли Райт-Филлипс, который приходится Шону братом.
Его сын Димарджио Райт-Филлипс также является профессиональным футболистом клуба. С 2015 по 2021 год он играл в академии «Манчестер Сити», а затем перешёл в «Сток Сити».

## Карьера
В 17 лет Райт-Филлипс из «Ноттингем Форест» перешёл в «Манчестер Сити». Он дебютировал за новую команду, выйдя на замену в матче Кубка Лиги против «Бернли». В премьер-лиге полузащитник дебютировал в матче против «Порт Вейл».
Перешёл в «Челси» из «Манчестер Сити» в июле 2005 года за 21 миллион фунтов стерлингов. Стал игроком основного состава горожан в сезоне 2003/04. В своем дебютном матче за сборную Англии в августе 2004 года забил гол в ворота сборной Украины. В августе 2008 года перешёл обратно в «Манчестер Сити».
31 августа 2011 года Райт-Филлипс перешёл в «Куинз Парк Рейнджерс».
28 июля 2015 года Шон перешёл в клуб MLS «Нью-Йорк Ред Буллз», где присоединился к своему брату Брэдли. В клубе Шон выбрал себе номер 98, в то время как брат Брэдли играл под номером 99.
24 февраля 2017 года Райт-Филлипс был подписан клубом United Soccer League «Финикс Райзинг». Его дебют пришёлся на 26 марта 2017 года в матче против «Торонто II».
Райт-Филлипс объявил о завершении своей игровой карьеры 24 августа 2019 года в возрасте 37 лет.

## Достижения

### Командные
«Манчестер Сити»
- Чемпион Первого дивизиона: 2001/02
- Обладатель Кубка Англии: 2011

«Челси»
- Чемпион Премьер-лиги: 2005/06
- Обладатель Кубка Англии: 2007
- Обладатель Кубка Футбольной лиги: 2007
- Обладатель Суперкубка Англии: 2005

«Нью-Йорк Ред Буллз»
- Победитель регулярного чемпионата MLS: 2015

### Личные
- Команда года по версии ПФА: 2004/05
- Игрок сезона в «Манчестер Сити»: 2003/04[10]